# Concordia-universiteit (Montréal)

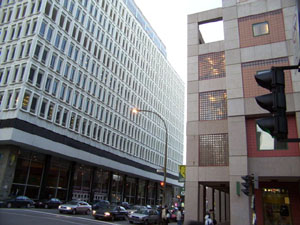
Het Henry F. Hall-gebouw (links) en de McConnell-bibliotheek

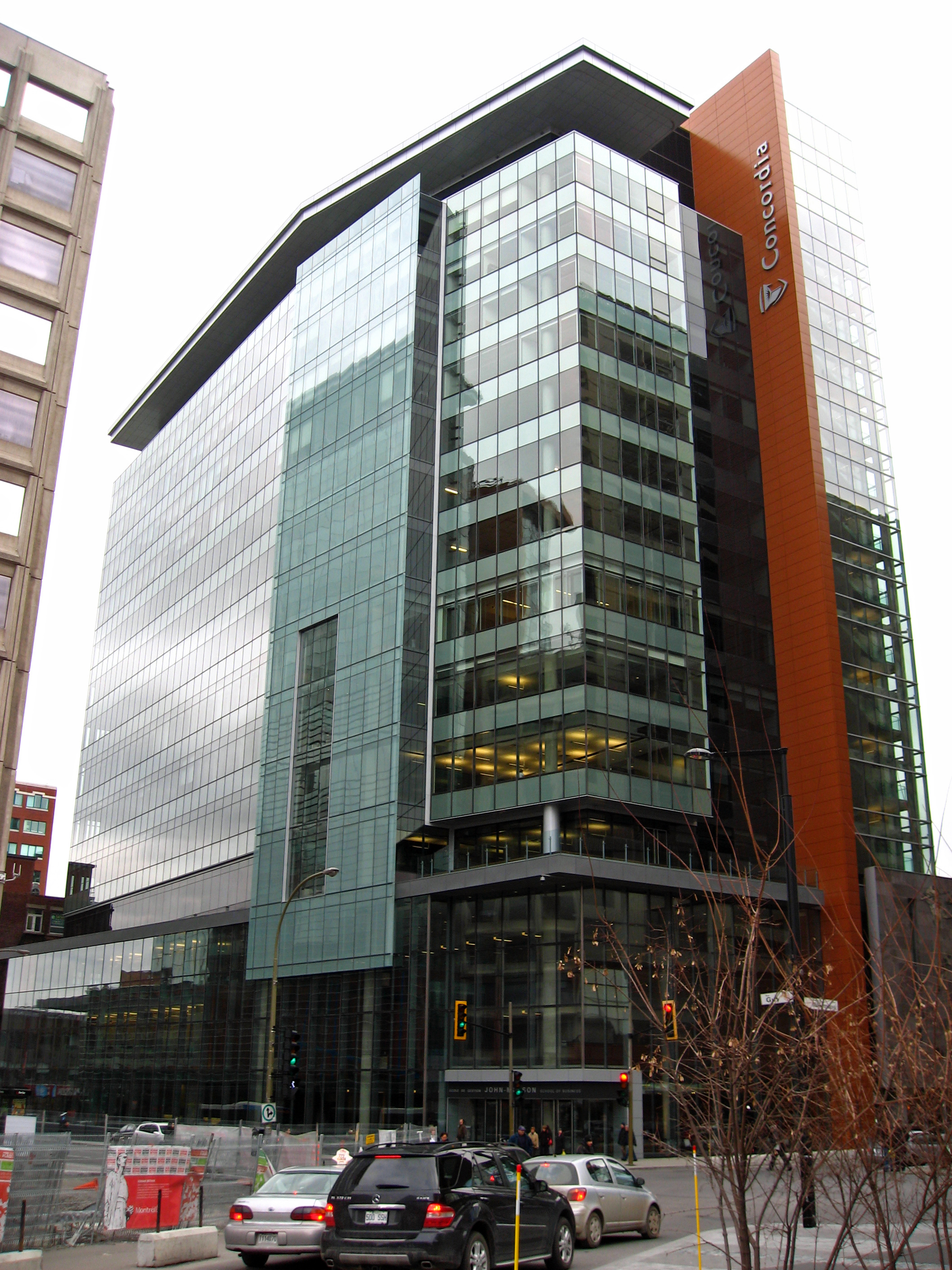
John Molson School of Business.

De Concordia-universiteit is een universiteit in de Canadese stad Montréal. Op de universiteit wordt onderwezen in het Engels.
De universiteit is in 1976 ontstaan door een fusie tussen Loyola College (1896) en de Sir George Williams University (1926). In het studiejaar 2011/2012 studeerden een kleine 46.000 studenten.

## Beroemde oud-studenten
- Melissa Auf der Maur
- Mordecai Richler